# Szociáldemokraták (Horvátország)
A Szociáldemokraták (horvátul: Socijaldemokrati) egy horvát balközép politikai párt, amelyet 2022-ben alapítottak. A párt létrejöttét egy azonos nevű parlamenti csoport előzte meg, amely 2021 októberében kivált a Horvát Szociáldemokrata Pártból.

## Története
Parlamenti csoportként 2021 októberében, az SDP magas rangú képviselőinek kiválásával jött létre, pártként pedig 2022 júliusában alakult meg, és közvetlenül megalakulása után a Horvát Demokratikus Közösség (HDZ) legnagyobb ellenzéki pártja lett a horvát parlamentben. A szociáldemokraták elnöke Davorko Vidović, Sziszek korábbi polgármestere, a Horvát Köztársaság kormányának munkaügyi és szociális minisztere lett, aki rámutatott, hogy Horvátországban hiteles és modern baloldali politikai pártra van szükség, amely a régi szociáldemokrata értékeket képviseli és azokat politikai harcba ülteti át. A nemzetközi titkár az SDP korábbi elnöke, Davor Bernardić, az SDP korábbi parlamenti képviselője, első alelnöke pedig Domagoj Hajduković lett.

## Programja
A párt programjában az egészségügy, az oktatás, a lakhatás és a nyugdíjak, az igazságszolgáltatás és a választási rendszer reformja, valamint az emberi jogok és a társadalmi igazságosság védelme szerepel. Céljuk nem a HDZ-kormány működésének akadályozása és megbuktatása, vagy az állampolgárok javát szolgáló intézkedéseikkel való szembemenés, valamint a szavazatok elvételével és megosztásával az SDP-vezetés destabilizálása a vezetésük alatt álló megyékben. A szociáldemokraták azt ígérik, hogy kerülik a politika „felszínességét”, és a politikai eszméket koherens módon közelítik meg.